# Demoniak
Demoniak è un personaggio dei fumetti neri italiani nato sulla scia del successo di Diabolik e protagonista di tre omonime serie a fumetti pubblicate in Italia la prima dal 1965 al 1967, la seconda nel 1972 e la terza nel 1973. Il personaggio fu creato da Furio Arrasich e disegnato da Franco Verola ed Edoardo Morricone. Nonostante siano molteplici le somiglianze con Diabolik con il quale condivide oltre alla fisicità la presenza di una compagna chiamata anch’essa Eva, la storia ha un impianto assai diverso, con ambientazioni al limite tra magia e parapsicologia. Successivamente il personaggio viene rilevato dalle edizioni Spada-Liberazzi per ulteriori sette numeri nei quali il personaggio risulta trasformato sia nella storia che nel costume.

## Storia editoriale
La prima serie esordisce nel 1965 edita dalla Cofedit fino al n. 22 e dalla Edizioni Attualità Periodici dal n. 23 al n. 30. Fu disegnata da Franco Verola (V. Frank) ed Edoardo Morricone (Morrone) coadiuvati da Dino Leonetti (Lyon Roman’s), Savina, Sergio Pascolini (Sepas), Umberto Sammarini (U. Sam) e Antonino Consoli mentre le copertine sono opera di Grazzini, Franco Verola e Franco Piccioni (P. Franco). Vennero pubblicati in tutto 30 numeri. Il formato è quello tipico del genere con 128 pagine di formato tascabile (11,8 x 17) stampato in bianco e nero. La periodicità fu mensile fino al n. 13, per poi divenire quattordicinale fino al n. 24 e quindi tornare di nuovo mensile fino a conclusione della serie. In appendice sulla rivista di fotoromanzi giallo-erotici "GONG! fotofilmgiallo" da maggio a novembre 1967 vennero pubblicati storie di Demoniak realizzate da Franco Verola.
Nel 1972 la serie in formato tascabile viene ripresa dall'Editoriale Italia per sette numeri pubblicati da aprile a novembre, disegnata da Edoardo Morricone (Morrik). La serie riprende nuovamente edita dalla L.P. nel febbraio 1973 fino a febbraio 1974 per otto numeri disegnata da Antonino Consoli. I primi quattro episodi di questa serie sono inediti mentre i successivi sono dei ricopertinati di numeri precedenti o di altre collane.
Sulla serie "Il Boia" dell'editore SGE dal gennaio 1974 (n. 1) a maggio 1974 (n. 5) vengono ristampati i primi cinque numeri della seconda serie di Demoniak del 1972.
Volumi pubblicati
Prima serie
La prima serie è composta di 30 numeri pubblicati dal febbraio 1965 (nº1) al luglio 1967 (nº30):
1. "L'età della morte"
2. "La vendetta di Judix"
3. "Lutto a Londra"
4. "Il club dei serpenti"
5. "La mente che uccide"
6. "La super razza"
7. "Il dominio della volontà"
8. "Il cervello del male"
9. "Arrenditi Demoniak"
10. "Operazione vampiro"
11. "Ora X: morte"
12. "Alleato di fuoco"
13. "Tragico esperimento"
14. "Il cerchio si chiude"
15. "Destinazione inferno"
16. "Strage nella City"
17. "Obiettivo vendetta"
18. "Oro"
19. "L'omicidio della macchina"
20. "Il signore della notte"
21. "Ricatto da virus"
22. "Il museo del terrore"
23. "Ipnosi"
24. "La razza estinta"
25. "La marionetta che uccide"
26. "Il sogno scarlatto"
27. "I cinque simboli del male"
28. "Trappola di diamanti"
29. "I 13 idoli di Katun"
30. "L'anello della strega"

Seconda serie
Serie pubblicata dall'Editoriale Italia per sette numeri pubblicati da aprile 1972 (nº1) a novembre 1972 (nº7):
1. "Il lager di diamanti"
2. "Cinque asterischi neri"
3. "Sfida a Demoniak"
4. "I due Demoniak"
5. "Le origini di Demoniak"
6. "Terrore al college"

Terza serie
Serie pubblicata dalla L.P. dal febbraio 1973 (nº1) al febbraio 1974 (nº8):
1. "La morte di Demoniak"
2. "L'anello magico"
3. "L'anello magico"
4. "La scienza uccide due volte"
5. "Il tesoro dell'Isola di Tonga"
6. "Delitto silenzioso"
7. "Diabolica... rapina"
8. "La grande rapina"

## Curiosità
- Il primo e il terzo numero della prima serie hanno una testata diversa dagli altri volumi della serie[3].
- I primi cinque numeri della prima serie portano solo l’indicazione del mese ma non dell’anno[3].